# Magnus Haraldsson al Norvegiei
Magnus Haraldsson (1135 – 1145) a fost regele Norvegiei din 1142 până la moartea sa în 1145, guvernând împreună cu cei trei frați ai săi. A fost fiul nelegitim al lui Harald al IV-lea al Norvegiei conceput cu una dintre amantele sale.
Magnus s-a născut în 1130, atunci când tatăl său a ajuns în Norvegia. El a fost ridicat de către căpetenia Kyrpinga-Orm la Støle în Sunnhordland. Nu apare nicăriei faptul că acesta a fost rege după moartea tatălui său, împreună cu frații săi vitregi, Sigurd și Inge. Apare în legendele din 1142, atunci când fiul cel mai mare al lui Harald, Eystein, a venit în Norvegia din Scoția pentru a deveni rege, împreună cu Magnus. Într-un poem al lui Einar Skuleson, toți cei patru frați sunt considerați regi în același timp. Spre deosebire de cei trei frați care s-au lăudat cu fapte războinice, Magnus se spune că era genul care făcea pace între oameni. În conformitate cu legendele, Magnus a avut picioare slabe, devenind bolnav și murind la o vârstă fragedă.